# Langdon's Legacy
Langdon's Legacy è un film muto del 1916 diretto da Otis Turner, conosciuto anche come Pennington's Legacy o Landon's Legacy.

## Trama
Inviato in Perù da una società di San Francisco per assumere la direzione dei lavori di una miniera, Jack Langdon incontra molte difficoltà a causa del governatore Juan Maria Barada, che contesta i diritti degli statunitensi sulla miniera. Barada manda in missione uno dei suoi scagnozzi, Miguel Alba, che dapprima cerca di corrompere Langdon, poi, addirittura di ucciderlo. Il direttore, che intende informare del complotto ai suoi danni i superiori, torna a San Francisco, ma - rimasto gravemente ferito dopo l'aggressione di Alba - lotta tra la vita e la morte per ben sei settimane in un ospedale dove viene ricoverato. Quando si riprende dal delirio, viene informato della morte di una zia che gli ha lasciato in eredità un collegio femminile in Massachusetts, frequentato da 250 studentesse.
Lì, Langdon incontra Pepita, la figlia di Barada. La ragazza è sfuggita alle grinfie di Alba che, insieme alla sua amante, la señorita Del Deros, ha cercato di rapirla dal collegio. Il malvagio Alba ritorna per portare a termine il suo piano ma viene ostacolato dall'intervento di Langdon che salva la ragazza. Barada viene informato del fallito rapimento e Langdon lo rassicura che la figlia adesso è al sicuro. Il governatore peruviano, grato, gli promette che il suo nuovo incarico in Perù questa volta non troverà alcun ostacolo e che sarà lui, personalmente, ad occuparsi di Alba per metterlo a tacere per sempre.

## Produzione
Il film, prodotto dalla Universal Film Manufacturing Company, venne girato negli Universal Studios, al 100 di Universal City Plaza a Universal City.

## Distribuzione
Il copyright del film, richiesto con il titolo Landon's Legacy dalla Universal Film Mfg. Co., fu registrato il 16 dicembre 1915 con il numero LP7221.
Distribuito dalla Universal Film Manufacturing Company, il film uscì nelle sale cinematografiche statunitensi il 3 gennaio 1916.
Non si conoscono copie ancora esistenti della pellicola che viene considerata presumibilmente perduta.